# Herberg (Solingen)
Herberg ist eine Wüstung im Solinger Stadtteil Gräfrath. Bei Herberg befindet sich das Städtische Klinikum Solingen. Der Ort selbst wurde in der Nachkriegszeit von einem für das Krankenhaus angelegten Parkplatz überbaut.

## Geographie
Herberg liegt im äußersten Süden von Gräfrath unmittelbar an der Grenze zu Solingen-Mitte. Die einstige Hofschaft befand sich am Ende der nach dem Ort benannten Herberger Straße südlich des heutigen Städtischen Klinikums, unmittelbar am Bahndamm der Korkenzieherbahn. Der Ort befand sich am Ufer des Lochbachs, der im nordöstlich gelegenen Obenscheidt entspringt, jedoch bis Hecken unterirdisch verrohrt geführt wird. Südlich von Herberg liegt Untenscheidt, im Westen befindet sich Eigen und im Norden Vogelsang, außerdem der Botanische Garten der Stadt.

## Etymologie
Der Ortsname könnte laut Brangs darauf hindeuten, dass sich dort einmal eine Herberge (etwa für Fuhrleute) befunden haben könnte. Dies könne jedoch (bislang) durch Quellen noch nicht eindeutig belegt werden.

## Geschichte
Herberg ist in Form einer bergischen Hofschaft seit dem 17. Jahrhundert nachweisbar. In dem Kartenwerk Topographia Ducatus Montani, Blatt Amt Solingen, von Erich Philipp Ploennies aus dem Jahr 1715 ist der Ort mit einer Hofstelle verzeichnet und bereits als Herberg benannt. Der Ort gehörte zur Honschaft Scheid innerhalb des bergischen Amtes Solingen. Die Topographische Aufnahme der Rheinlande von 1824 verzeichnet den Ort als Herberg und die Preußische Uraufnahme von 1844 als Ob:Herberg. Als zugehöriger Ort Unt:Herberg wird in der gleichen Karte das heutige Dültgenstal bezeichnet. In der Topographischen Karte des Regierungsbezirks Düsseldorf von 1871 ist der Ort als Herberg verzeichnet.
Nach Gründung der Mairien und späteren Bürgermeistereien Anfang des 19. Jahrhunderts gehörte Herberg zur Bürgermeisterei Wald, dort lag es in der Flur III. (Scheid). 1815/16 lebten 46, im Jahr 1830 51 Menschen im Weiler zur Herberg. 1832 war der Ort Teil der Zweiten Dorfhonschaft innerhalb der Bürgermeisterei Wald. Der nach der Statistik und Topographie des Regierungsbezirks Düsseldorf als Hofstadt kategorisierte Ort besaß zu dieser Zeit neun Wohnhäuser und acht landwirtschaftliche Gebäude. Zu dieser Zeit lebten 68 Einwohner im Ort, davon zwei katholischen und 66 evangelischen Bekenntnisses. Die Gemeinde- und Gutbezirksstatistik der Rheinprovinz führt den Ort 1871 mit 14 Wohnhäusern und 81 Einwohnern auf. Im Gemeindelexikon für die Provinz Rheinland von 1888 werden für Herberg 15 Wohnhäuser mit 73 Einwohnern angegeben. 1895 besitzt der Ortsteil 16 Wohnhäuser mit 133 Einwohnern, 1905 werden 17 Wohnhäuser und 151 Einwohner angegeben.
Im Jahre 1887 wurde direkt am Ort vorbei die Bahnstrecke Solingen–Wuppertal-Vohwinkel trassiert. Dazu wurde südlich und südwestlich der zu dem Ort gehörenden Gebäude ein Damm aufgeschüttet. Mit der Städtevereinigung zu Groß-Solingen im Jahre 1929 wurde Herberg ein Ortsteil Solingens. Die Bauarbeiten am Frankfurter Damm als Umgehungsstraße zwischen Mitte und Wald an der Hofschaft vorbei begannen im Jahre 1934 als Notstandsprojekt zur Bekämpfung der Arbeitslosigkeit in Solingen, wurden aber vorerst nicht vollendet. Erst in der Nachkriegszeit griff man das Straßenbauprojekt wieder auf, der Frankfurter Damm wurde in seinem heutigen Ausmaß fertiggestellt und am 11. Februar 1967 eingeweiht.
Nördlich von Herberg befinden sich seit ihrem Neubau an der Frankenstraße zwischen 1913 und 1915 die Städtischen Krankenanstalten der Stadt Solingen, das heutige Städtische Klinikum Solingen. In den vergangenen 100 Jahren dehnte sich das Areal des Klinikums immer weiter aus, schließlich fiel dem zunehmenden Platzbedarf auch Herberg selbst zum Opfer. Vermutlich zu Beginn der 1970er Jahre wurden die zu der Hofschaft gehörenden Gebäude niedergelegt, die Verbindung zwischen Herberger und Unterer Dammstraße wurde ebenfalls gekappt. Das Gebiet südlich des Krankenhauses wurde daraufhin Mitte der 1970er Jahre von einem großen Parkplatz überbaut. Heute weist nur noch der Straßenname der Herberger Straße auf die einstige Hofschaft hin.